# Bekezdésjel
A bekezdésjel (¶; U+00B6, &para;), vagy  alinea (latin: a linea, „a sorból”), tipográfiai jel különálló bekezdések jelölésére.

Fejlődése a capitulumtól a modern bekezdésjelig.

A jel a középkorban is használatban állt új gondolatmenetek jelölésére, amikor a bekezdések mai jelölése még nem volt ismert.
A bekezdésjel általában egy fordított P betűhöz hasonlóan néz ki, a nagybetűk méretében és magasságában, de létezik fordított D-hez hasonló változata is.

## Használata

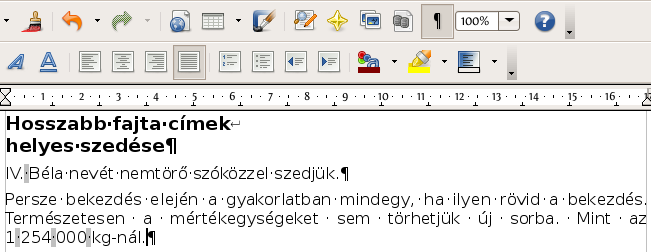
Nem nyomtatható karakterek az OpenOffice.org Writerben.

A szövegfeldolgozó- és DTP-programok a bekezdések végét (más megközelítésben a kocsi vissza vezérlőkaraktert) jelölik így, valamint a nem nyomtatható karakterek kijelzését szabályozó eszköztárgomb ikonjának is jellemző képe.
Az interneten használatos permalinkek jelölésére.
A Unicode PILCROW SIGN néven, U+00B6 helyen tartalmazza. HTML-ben &para; formában is használható.
Windows operációs rendszereken az alt + 0182 billentyűkombinációval lehet elérni a nyomtatható bekezdésjelet.
Mac OS alatt az Option + 7 billentyűkombináció használható.